# Папський Латеранський університет
Папський Латеранський університет (лат. Pontificia Universitas Lateranensis) — один з папських університетів у Римі.

## Історія
Історія Папського Латеранського університету починається в 1773, папа римський Климент XIV, скасувавши Товариство Ісуса, передав дієцезіальному духовенству богословський та філософський факультети керованої єзуїтами Римської колегії (Григоріанський університет) і перетворив її в семінарію для підготовки дієцезіальних священиків папської області.

## Діяльність
Майже 57 навчальних закладів у всьому світі різним чином пов'язані з Латеранським університетом, будучи його відділеннями, філіями, асоційованими інститутами і т. д. До їх числа входить Богословський інститут «Святого Іоанна Златоуста» при Вищій духовній семінарії «Марія — Цариця Апостолів» в Санкт-Петербурзі.
Багато студентів і викладачі Латеранського університету відіграли велику роль в історії Церкви та культури: з ним пов'язані імена римських пап Пія IX, Бенедикта XV, Іоанна XXIII, Павла VI, кардиналів Г. П. Агаджанян, П. Гаспаррі, А. Оттавіані, П. Паренті, Ф. Роберти, Е. Тіссерана, святих Гаспара дель Буфало, Хосемарії Ескріви де Балагера, філософів Е. Бетті, К. Фабро та інших.
Латеранський університет випускає періодичні видання Studia et documenta historiae et iuris (з 1880), Apollinarius (з 1928), Lateranum (з 1935), Aquinas (з 1958), Nuntium (з 1996) та інші.
Нині в Латеранському університеті навчається близько 2500 студентів, які представляють більше 100 країн.

## Ректори Папського Латеранського Університету[2]
- Пресвітер Роберто Ронка (1930—1932)
- Пресвітер Піо Паскіні (1932—1957)
- Монсеньйор Антоніо Піоланті (1957—1969)
- Монсеньйор П'єтро Паван (1969—1973)
- Монсеньйор Франко Біффі (1974—1983)
- Єпископ П'єтро Россано (7 грудня 1983 — 15 червня 1991)
- Пресвітер Умберто Бетті O.F.M. (1991—1995)
- Єпископ Анджело Скола (14 вересня 1995 — 5 січня 2002)
- Єпископ Ріно Фізікелла (18 січня 2002 — 30 червня 2010)
- Єпископ Енріко даль Коволо S.D.B. (30 червня 2010 — 1 липня 2018)
- Професор Вінченцо Буономо (1 липня 2018[3] — 1 серпня 2023)
- Архиєпикоп Альфонсо Амаранте (з 1 серпня 2023)

## Великі канцлери Папського Латеранського Університету з1991року
- Кардинал Камілло Руїні (1 липня 1991 — 27 червня 2008)
- Кардинал Агостіно Валліні (27 червня 2008 — 26 травня 2017)
- Кардинал Анджело Де Донатіс (з 26 травня 2017)